# Regent's Park (metrostation)
Regent's Park is een station van de metro van Londen aan de Bakerloo Line dat is geopend op 10 maart 1906. 

## Geschiedenis
In 1898 begon de aanleg van de Baker Street and Waterloo Railway (BS&WR) zonder vergunning voor het station bij Regent's Park. Nog tijdens de bouw kocht de Amerikaanse investeerder Yerkes in 1902 de BS&WR en bracht deze onder in de Underground Electric Railways Company of London (UERL). In 1904 werd vergunning verleend voor het station aan de zuidrand van Regent's Park dat nog tijdens de aanleg werd ingevoegd in de lijn. Het station had, in tegenstelling tot de meeste andere stations van de BS&WR, van meet af aan geen bovengronds stationsgebouw. De stationshal werd ondergronds uitgegraven als een doos onder Cresent Gardens. Dit leidde tot verzakkingen waarop metalen liggers boven de hal werden aangebracht. Zoals voor de Eerste Wereldoorlog gebruikelijk werden liften tussen de hal en de perrons gebouwd. Op 10 maart 1906 werd de BS & WR geopend en daarmee ook het station, de pers sprak meteen over Bakerloo Line wat vervolgens ook de officiële naam werd. 

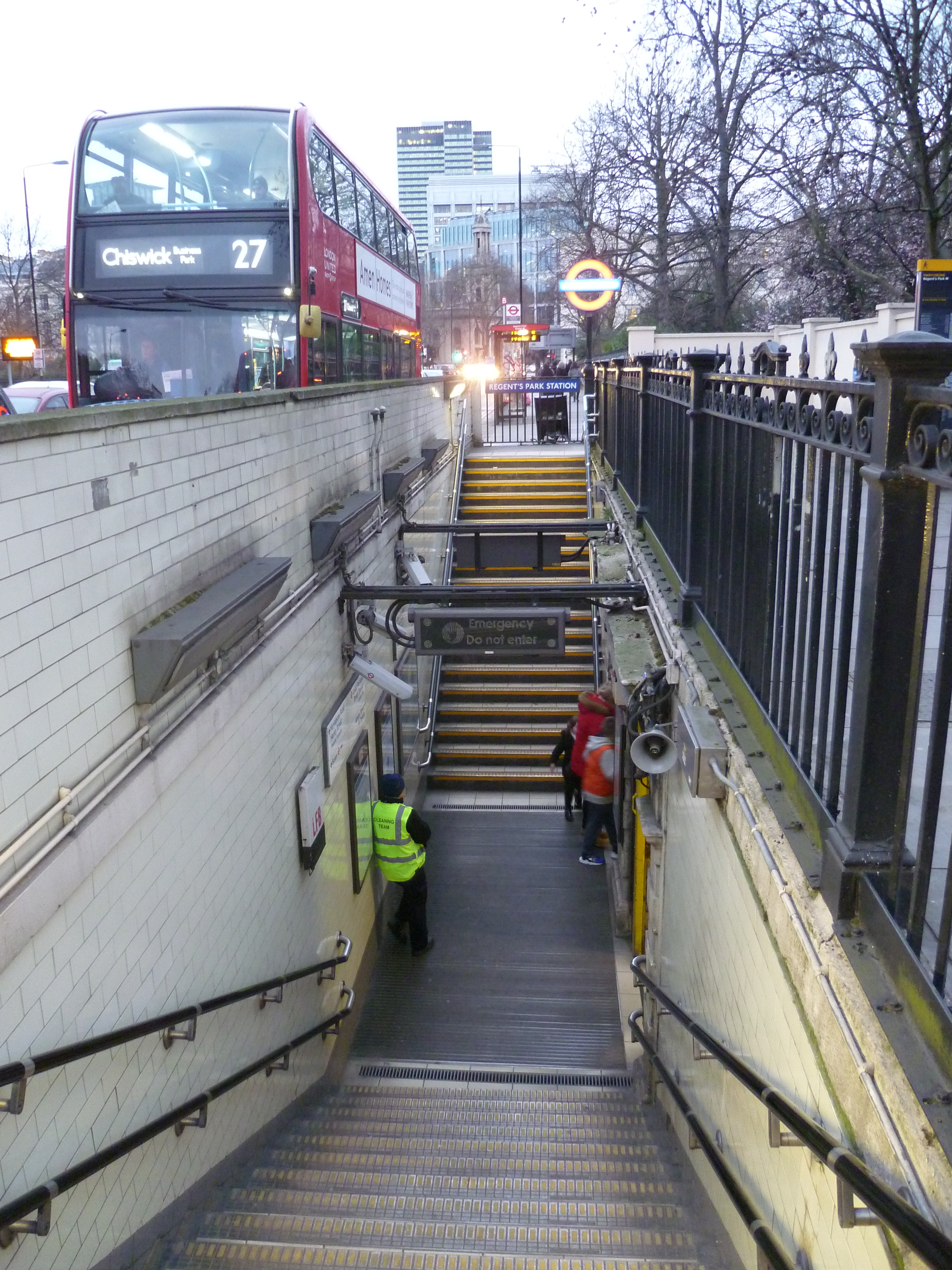
De toegangstrappen en bushalte aan Marylebone Road
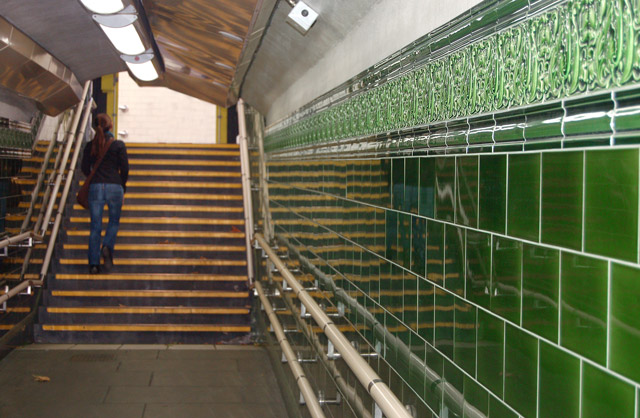
De gang tussen ingang en stationshal
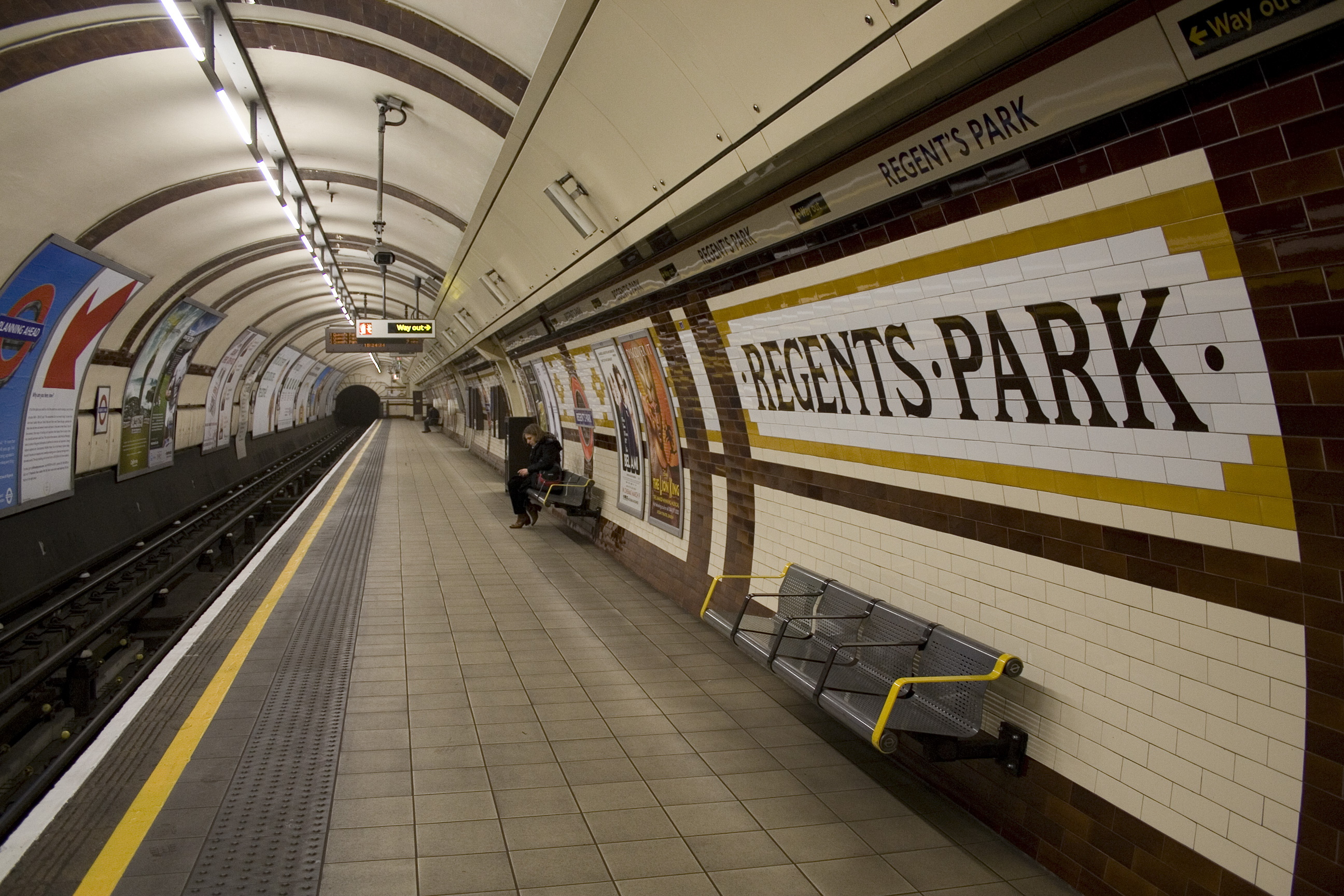
Het bovenste perron

## Ligging en inrichting
De ingang van het station ligt aan de Marylebone Road bij de grens tussen Fitzrovia en Marylebone op 175 meter ten zuiden van het naamgevende park en 175 meter ten westen van metrostation Great Portland Street. De ingang langs de straat bestaat uit vaste trappen die ondergronds via gangen verbonden zijn met de stationshal iets verder naar het zuiden. De reizigers worden tussen de perrons en de stationshal met liften vervoerd, al is er een wenteltrap met 96 treden beschikbaar. De perronstunnel liggen schuin boven elkaar en de perrons liggen beiden aan de westkant van het spoor. De liften eindigen naast het bovenste spoor voor de metro's naar het noorden. Reizigers van en naar het andere perron moeten via een vaste trap en een tunneltje tussen de liften en het perron. Het station was tussen 10 juli 2006 en 14 juni 2007 gesloten voor groot onderhoud, hierbij is zoveel mogelijk de oorspronkelijke staat hersteld. Zo is bijvoorbeeld het tegelwerk uit 1906 gerestaureerd en deels vervangen door replica's. Naast Regent's Park liggen ook de Royal Academy of Music, het Royal College of Physicians, Holy Trinity Church, Portland Place en Harley Street in de buurt van het station.      

## Reizigersverkeer
Het station is, op Lambeth North na, het rustigste in Travelcard Zone 1 met 3,5 miljoen in- en uitstappers in 2015. In beide richtingen rijden in normale dienst 20 treinen per uur per richting. In zuidelijke richting rijden alle metrodiensten naar Elephant & Castle. In noordelijke richting keren de metrodiensten op verschillende afstanden van het centrum:
- 6 p/u naar Harrow & Wealdstone via Queen's Park & Stonebridge Park.
- 3 p/u naar Stonebridge Park via Queen's Park.
- 11 p/u naar Queen's Park

Doordeweeks rijdt een spitsdienst met een of twee extra ritten Queen's Park-Elephant & Castle per uur, terwijl de zondagsdienst juist twee ritten minder per uur tussen Queen's Park-Elephant & Castle omvat.
Harrow & Wealdstone ·
Kenton ·
South Kenton ·
North Wembley ·
Wembley Central ·
Stonebridge park ·
Harlesden ·
Willesden Junction ·
Kensal Green ·
Queen's Park ·
Kilburn Park ·
Maida Vale ·
Warwick Avenue ·
Paddington ·
Edgware Road ·
Marylebone ·
Baker Street ·
Regent's Park ·
Oxford Circus ·
Piccadilly Circus ·
Charing Cross ·
Embankment ·
Waterloo ·
Lambeth North ·
Elephant & Castle